# Episodi di Sulle strade della California (seconda stagione)
Questa voce contiene trame, dettagli e crediti dei registi e degli sceneggiatori della seconda stagione della serie televisiva Sulle strade della California
Negli Stati Uniti, questa stagione andò in onda sulla NBC dal 10 settembre 1974 al 6 maggio 1975. In Italia, fu trasmessa da Rai 1 tra il 1978 e il 1982. Gli episodi andati in onda durante la stagione televisiva 1981/1982 furono mescolati a episodi della terza e quarta stagione. Altri episodi furono trasmessi tra il 23 novembre 1983 e il 5 gennaio 1984. Nella prima trasmissione italiana, non fu rispettato l'ordine cronologico originale degli episodi.
Secondo il Servizio Opinioni della RAI, nel 1978 la serie risultò essere l'ottavo programma più seguito con oltre 18 milioni di telespettatori.
| nº | Titolo originale            | Titolo italiano                 | Prima TV USA      | Prima TV Italia  |
| -- | --------------------------- | ------------------------------- | ----------------- | ---------------- |
| 1  | A Dangerous Age             | Un'età pericolosa               | 10 settembre 1974 | 5 gennaio 1984   |
| 2  | Requiem for C.Z. Smith      | Requiem per C.Z. Smith          | 17 settembre 1974 | 23 novembre 1983 |
| 3  | Robbery: 48 Hours           | Sezione rapine                  | 24 settembre 1974 | 29 novembre 1978 |
| 4  | Fathers and Sons            | Il superstite                   | 1 ottobre 1974    | 4 novembre 1981  |
| 5  | World Full of Hurt          | Troppe cose in giuoco           | 8 ottobre 1974    | 20 gennaio 1982  |
| 6  | Glamour Boy                 | Un vero gentiluomo              | 29 ottobre 1974   | 18 ottobre 1978  |
| 7  | Across the Line             | La volpe di Tijuana             | 12 novembre 1974  | 22 novembre 1978 |
| 8  | Wolf                        | Il lupo                         | 19 novembre 1974  | 2 dicembre 1983  |
| 9  | Love, Mabel                 | Gli amori di Mabel              | 26 novembre 1974  | 7 dicembre 1983  |
| 10 | Explosion                   | La lunga paura                  | 3 dicembre 1974   | 31 dicembre 1978 |
| 11 | Captain Hook                | Capitan uncino                  | 17 dicembre 1974  | 25 ottobre 1978  |
| 12 | Incident in the Kill Zone   | Squadra d'assalto               | 7 gennaio 1975    | 30 dicembre 1981 |
| 13 | Headhunter                  | Cacciatore di teste             | 14 gennaio 1975   | 28 novembre 1983 |
| 14 | Year of the Dragon (Part 1) | L'anno del drago (1ª parte)     | 21 gennaio 1975   | 16 dicembre 1981 |
| 15 | Year of the Dragon (Part 2) | L'anno del drago (2ª parte)     | 28 gennaio 1975   | 23 dicembre 1981 |
| 16 | To Steal a Million          | La cavalcata del cow-boy        | 4 febbraio 1975   | 11 ottobre 1978  |
| 17 | Sniper                      | Il cecchino                     | 11 febbraio 1975  | 25 novembre 1983 |
| 18 | The Execution               | L'esecuzione                    | 18 febbraio 1975  | 11 novembre 1981 |
| 19 | The Man in the Shadows      | L'inafferrabile garofano bianco | 25 febbraio 1975  | 27 gennaio 1982  |
| 20 | War Games                   | Giochi di guerra                | 4 marzo 1975      | 29 novembre 1983 |
| 21 | The Witness                 | La lunga caccia                 | 11 marzo 1975     | 3 febbraio 1982  |
| 22 | The Return of Joe Forrester |                                 | 6 maggio 1975     |                  |